# 1022
سنة 1022 كانت سنة بسيطة تبدأ يوم الإثنين (الرابط يظهر نموذج التقويم الكامل للسنة) من التقويم اليولياني. بدأت تسمية السنة ب1022 منذ العصور الوسطى المبكرة، عندما أصبح تقويم أنو دوميني هو الأسلوب السائد في أوروبا لتسمية السنوات.

## أحداث
- بدء حكم بنو الأفطس لمدينة مملكة بطليوس في الأندلس.

## مواليد
- هارولد جودوينسون

## وفيات
- ابن البواب.
- محرز بن خلف.
- إلبيرة مينيديس.
- الشيخ المفيد.
- شاعر السنة